# Квинт Лаберий Лициниан
Квинт Лаберий Лициниан (на латински: Quintus Laberius Licinianus) e политик и сенатор на Римската империя през 2 век.
През 144 г. той е суфектконсул с неизвестен колега.